# Słupianka (dopływ Pokrzywianki)
Słupianka – potok w Górach Świętokrzyskich, prawy dopływ Pokrzywianki o długości 11,79 km w zlewni Kamiennej. Źródło znajduje się w okolicy wsi Bartoszowiny, po północnej stronie opływa Kobylą Górę i biegnie w kierunku zachodnim. Pomiędzy miejscowościami Milanowska Wólka i Dębniak przepływa pod drogą wojewódzką nr 756, następnie przyjmuje swój prawy dopływ Łagowiankę i zmienia kierunek na północny. Po minięciu, od wschodniej strony, Nowej Słupi przepływa pod drogą wojewódzką nr 751, skręca na północny zachód i po opłynięciu od wschodniej strony Chełmowej Góry, uchodzi do Pokrzywianki w miejscowości Serwis.